# Obturateur à disque mobile
Pour les articles homonymes, voir Obturateur.

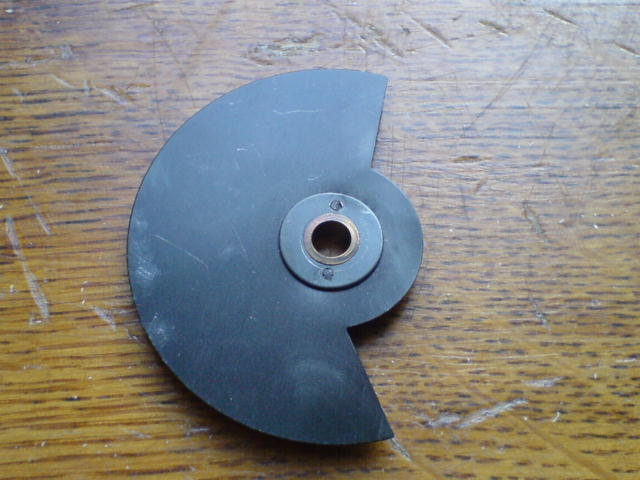
Obturateur à disque mobile démonté.

Quand l'obturateur est ouvert, la pellicule est exposée. Quand il est fermé, la pellicule est entraînée à l'emplacement suivant par la ou les griffes.

Un obturateur à disque mobile ou obturateur à pale, est un dispositif utilisé à la prise de vues dans les caméras argentiques, situé entre l'objectif et la pellicule vierge, et en projection cinématographique argentique, situé entre la source lumineuse (lampe à arc ou lampe au xénon) et la fenêtre de projection. On distingue par ailleurs différents types d'obturateur : à une pale (monopale), bi-pale, tronconique, cylindrique, à guillotine, etc. En projection, l'obturateur est synchronisée avec le bloc de croix de Malte.
- Son rôle, en prise de vues comme en projection, est d'empêcher de capter la descente d'un pas de la pellicule (environ 19 mm en format 35 mm) ; lorsque l'obturateur se dérègle, cette phase du déplacement de la pellicule est impressionnée sur la pellicule, et le mouvement est brouillé : on parle d'un filage. Une panne de l'obturateur en projection provoque le même effet de filage.

- En prise de vues, sa présence a permis de créer en 1937 la visée reflex. Son utilité s'est rapidement étendue à la variabilité du temps de pose. En cas d'éclairage trop fort (plein soleil par exemple), le diaphragme de l'objectif ne suffit pas toujours à contrôler le flux de lumière. L'obturateur variable permet d'y remédier en raccourcissant le temps d'exposition. Il peut aussi permettre un meilleur rendu de certains mouvements rapides (roues d'une automobile par exemple) en adaptant son ouverture au phénomène filmé.

- En projection, l'obturateur sert aussi à ventiler la pellicule qui est traversée par un faisceau lumineux à haute température. L'obturateur cylindrique, différent de l'obturateur à disque mobile, offre une meilleure ventilation forcée. L'alternance du flux lumineux provoquée par l'obturateur, entraîne un effet désagréable pour la vision du public : le scintillement. En conséquence, l'ouverture de l'obturateur à disque mobile est estompée par une mini obturation : une pale étroite est installée au milieu de cette ouverture. La cadence de projection de 24 images par seconde est ainsi doublée : les 24 images d'une seconde subissent 48 flux lumineux et l'œil subit moins fortement l'alternance lumière-obscurité. Le confort du public est ainsi amélioré.